# Gunilla Kropp
Gunilla Ann-Margret Cecilia Kropp, född 17 juli 1943, död 3 december 2009 i Stiby församling, Skåne län, var en svensk keramiker.
Kropp studerade vid Konstfackskolan i Stockholm 1968–1972 och var därefter verksam i egen verkstad. Hon arbetade ursprungligen med stämningsladdade bruksformer i stengods, försedda med band och lock av järn, och på senare år med stengods i allt friare former. Hennes verk präglas av stort hantverkskunnande och teknisk precision.